# Antilocapridae
Antilocapridae este o familie de rumegătoare artiodactile endemice din America de Nord. Cele mai apropiate rude existente sunt girafidele. Doar o specie, Antilocapra americana, trăiește în prezent; toți ceilalți membri ai familiei sunt dispăruți. Antilocapra americana este un mamifer rumegător mic, asemănător unei antilope.

## Taxonomie
Antilocapridele sunt rumegătoare din clada Pecora. Alte pecorace existente sunt familiile Giraffidae (girafe), Cervidae (cerbi), Moschidae (cerb moscat) și Bovidae (vite, capre și oi, antilopa gnu și rude, și antilope). Interrelațiile exacte dintre pecore au fost dezbătute, concentrându-se în principal pe plasarea Giraffidae, dar un studiu pe scară largă de secvențiere a genomului rumegătoarelor în 2019 a sugerat că Antilocapridae sunt taxonul soră a Giraffidae, așa cum se arată în cladograma de mai jos.
|  | Antilocapridae |
|  |                |
|  | Giraffidae     |
|  |                |

|  | Cervidae                                              |
|  |                                                       |
|  | \| \| Bovidae \| \| \| \| \| \| Moschidae \| \| \| \| |
|  |                                                       |
|  | Bovidae                                               |
|  |                                                       |
|  | Moschidae                                             |
|  |                                                       |

|  | Bovidae   |
|  |           |
|  | Moschidae |
|  |           |

|  | Antilocapridae |
|  |                |
|  | Giraffidae     |
|  |                |

|  | Cervidae                                              |
|  |                                                       |
|  | \| \| Bovidae \| \| \| \| \| \| Moschidae \| \| \| \| |
|  |                                                       |
|  | Bovidae                                               |
|  |                                                       |
|  | Moschidae                                             |
|  |                                                       |

|  | Bovidae   |
|  |           |
|  | Moschidae |
|  |           |

|  | Antilocapridae |
|  |                |
|  | Giraffidae     |
|  |                |

|  | Cervidae                                              |
|  |                                                       |
|  | \| \| Bovidae \| \| \| \| \| \| Moschidae \| \| \| \| |
|  |                                                       |
|  | Bovidae                                               |
|  |                                                       |
|  | Moschidae                                             |
|  |                                                       |

|  | Bovidae   |
|  |           |
|  | Moschidae |
|  |           |

|  | Antilocapridae |
|  |                |
|  | Giraffidae     |
|  |                |

|  | Cervidae                                              |
|  |                                                       |
|  | \| \| Bovidae \| \| \| \| \| \| Moschidae \| \| \| \| |
|  |                                                       |
|  | Bovidae                                               |
|  |                                                       |
|  | Moschidae                                             |
|  |                                                       |

|  | Bovidae   |
|  |           |
|  | Moschidae |
|  |           |

### Specii
- Subfamilia Antilocaprinae
  - Tribul Antilocaprini
    - Genul Antilocapra
      - Antilocapra americana
        - A. a. americana
        - A. a. mexicana
        - A. a. peninsularis
        - A. a. sonoriensis
        - A. a. oregona

      - †Antilocapra pacifica[3]

    - Genul †Texoceros[4]
      - Texoceros altidens
      - Texoceros edensis
      - Texoceros guymonensis
      - Texoceros minorei
      - Texoceros texanus
      - Texoceros vaughani

  - Tribul †Ilingoceratini
    - Genul †Ilingoceros
      - Ilingoceros alexandrae
      - Ilingoceros schizoceros

    - Genul †Ottoceros[5]
      - Ottoceros peacevalleyensis

    - Genul †Plioceros[6]
      - Plioceros blicki
      - Plioceros dehlini
      - Plioceros floblairi

    - Genul †Sphenophalos[4]
      - Sphenophalos garciae
      - Sphenophalos middleswarti
      - Sphenophalos nevadanus

  - Tribul †Proantilocaprini
    - Genul †Proantilocapra
      - Proantilocapra platycornea

    - Genul †Osbornoceros
      - Osbornoceros osborni

  - Tribe Stockoceratini
    - Genul †Capromeryx - (sinonim junior Breameryx)
      - Capromeryx arizonensis - (sinonim junior B. arizonensis)
      - Capromeryx furcifer - (sinonim junior B. minimus, C. minimus)
      - Capromeryx gidleyi - (sinonim junior B. gidleyi)
      - Capromeryx mexicana - (sinonim junior B. mexicana)
      - Capromeryx minor - (sinonim junior B. minor)
      - Capromeryx tauntonensis

    - Genul †Ceratomeryx[5]
      - Ceratomeryx prenticei

    - Genul †Hayoceros
      - Hayoceros barbouri
      - Hayoceros falkenbachi

    - Genul †Hexameryx
      - Hexameryx simpsoni

    - Genul †Hexobelomeryx[5]
      - Hexobelomeryx fricki
      - Hexobelomeryx simpsoni

    - Genul †Stockoceros
      - Stockoceros conklingi

    - Genul †Tetrameryx
      - Tetrameryx irvingtonensis
      - Tetrameryx knoxensis
      - Tetrameryx mooseri
      - Tetrameryx shuleri
      - Tetrameryx tacubayensis
- Subfamilia †Merycodontinae
  - Genul †Cosoryx
    - Cosoryx cerroensis
    - Cosoryx furcatus
    - Cosoryx ilfonensis

  - Genul †Merriamoceros
    - Merriamoceros coronatus

  - Genul †Merycodus (syn. Meryceros și Submeryceros)[7][8]
    - Merycodus crucensis
    - Merycodus hookwayi
    - Merycodus joraki
    - Merycodus major
    - Merycodus minimus
    - Merycodus minor
    - Merycodus necatus
    - Merycodus nenzelensis
    - Merycodus prodromus
    - Merycodus sabulonis
    - Merycodus warreni

  - Genul †Paracosoryx[9]
    - Paracosoryx alticornis
    - Paracosoryx burgensis
    - Paracosoryx dawesensis
    - Paracosoryx furlongi
    - Paracosoryx loxoceros
    - Paracosoryx nevadensis
    - Paracosoryx wilsoni

  - Genul †Ramoceros
    - Ramoceros brevicornis
    - Ramoceros marthae
    - Ramoceros merriami
    - Ramoceros osborni
    - Ramoceros palmatus
    - Ramoceros ramosus